# Ove Lagström
Jean Ove Lagström, född 23 maj 1929 i Kalmar, Kalmar län, död där 29 april 1949, var en svensk tecknare, målare och skulptör.
Han var son till köpmannen Oskar Fredrik Lagström och Ebba Maria Jönsson. Han började teckna och måla redan under uppväxtåren men kunde först efter att han avbröt sin skolgång på grund av sjukdom på allvar ägna sig åt konstnärlig verksamhet. Huvudproduktionen av sin konst utförde han 1947–1948 som består av landskapsskildringar, figurer, unga flickor och stilleben oftast med blommor. I sin konst var han inspirerad av Frithiof Berglund och Alf Lindberg men han skapade en personlig och homogen färgsyn som bar ett släktskap med 1930-tals Göteborgsmåleriet. Förutom målningar i olja utförde han teckningar i tusch och krita. Under sitt sista levnadsår arbetade han även med skulpturer i lera och metalltråd. På Kalmar läns museum visades en minnesutställning med hans konst 1953. Ove Lagström är begravd på Södra kyrkogården i Kalmar.